# Élections législatives de 2007 en Guadeloupe
Les élections législatives françaises de 2007 se déroulent les 9 et 16 juin 2007, en décalage d'une journée par rapport à la métropole. Dans le département de la Guadeloupe, quatre députés sont à élire dans le cadre de quatre circonscriptions.
La Guadeloupe est divisée en quatre circonscriptions législatives, dont deux étaient détenues lors de la XIIe législature par le PS (1re et 4e circ.) et deux par l'UMP (2e et 3e circ.)
L'UMP locale a longtemps été uniquement représentée par le parti Objectif Guadeloupe (OG) de l'ancienne présidente de région et toujours sénatrice chiraquienne Lucette Michaux-Chevry, surnommée la « Dame de fer de la Guadeloupe ». Toutefois, la députée Gabrielle Louis-Carabin, plus sarkozyste, a fait dissidence, en créant une fédération directement rattachée à l'UMP nationale. Les deux mouvements se sont néanmoins rapprochés lors de la création d'un comité de soutien à Nicolas Sarkozy en début d'année 2007.
La gauche est surtout dominée par la Fédération guadeloupéenne du Parti socialiste (FGPS), mais d'autres mouvements locaux existent. Le principal parti, dissident de la fédération socialiste, est le parti Guadeloupe unie, socialisme et réalités (GUSR). Autre mouvement dissident de la fédération socialiste, plus ancien mais moins bien implanté, le Parti socialiste guadeloupéen (PSG). Le Parti progressiste démocratique guadeloupéen (PPDG) réunit des ex-communistes réformateurs. Le Parti communiste guadeloupéen (PCG) est l'organe communiste local traditionnel. Il existe aussi des représentants des Verts.

## Élus
| Circonscription | Député sortant          | Parti | Parti   | Député élu ou réélu     | Parti | Parti   |
| --------------- | ----------------------- | ----- | ------- | ----------------------- | ----- | ------- |
| 1re             | Éric Jalton             |       | app. PS | Éric Jalton             |       | app. PS |
| 2e              | Gabrielle Louis-Carabin |       | UMP     | Gabrielle Louis-Carabin |       | UMP     |
| 3e              | Joël Beaugendre         |       | OG-UMP  | Jeanny Marc             |       | GUSR    |
| 4e              | Victorin Lurel          |       | PS      | Victorin Lurel          |       | PS      |

## Résultats

### Résultats à l'échelle du département
| Parti                                          | Parti                                         | Premier tour | Premier tour | Second tour | Second tour | Sièges |
| Parti                                          | Parti                                         | Voix         | %            | Voix        | %           | Sièges |
| ---------------------------------------------- | --------------------------------------------- | ------------ | ------------ | ----------- | ----------- | ------ |
|                                                | Fédération guadeloupéenne du Parti socialiste | 22 747       | 23,72        | 30 283      | 25,19       | 2      |
|                                                | Parti progressiste démocratique guadeloupéen  | 9 790        | 10,21        | 16 234      | 13,50       | 0      |
|                                                | Divers gauche                                 | 8 310        | 8,67         |             |             | 0      |
|                                                | Guadeloupe unie, solidaire et responsable     | 6 955        | 7,25         | 18 061      | 15,02       | 1      |
|                                                | Les Verts                                     | 4 126        | 4,30         |             |             | 0      |
|                                                | Parti communiste guadeloupéen                 | 707          | 0,74         | 0           |             |        |
|                                                | Gauche parlementaire                          | 52 635       | 54,88        | 64 578      | 53,72       | 3      |
|                                                |                                               |              |              |             |             |        |
|                                                | Union pour un mouvement populaire             | 18 063       | 18,84        | 32 758      | 27,25       | 1      |
|                                                | Divers droite                                 | 11 524       | 12,02        | 14 279      | 11,88       | 0      |
|                                                | Objectif Guadeloupe                           | 9 093        | 9,48         | 8 596       | 7,15        | 0      |
|                                                | Nouveau centre                                | 196          | 0,20         |             |             | 0      |
|                                                | Majorité présidentielle                       | 38 876       | 40,54        | 55 633      | 46,28       | 1      |
|                                                |                                               |              |              |             |             |        |
|                                                | UDF–Mouvement démocrate                       | 1 933        | 2,02         |             |             | 0      |
|                                                | Extrême droite                                | 1 349        | 1,41         | 0           |             |        |
|                                                | Combat ouvrier                                | 1 108        | 1,16         | 0           |             |        |
|                                                |                                               |              |              |             |             |        |
| Inscrits                                       | Inscrits                                      | 303 745      | 100,00       | 303 495     | 100,00      | 4      |
| Abstentions                                    | Abstentions                                   | 200 074      | 65,87        | 174 476     | 57,49       |        |
| Votants                                        | Votants                                       | 103 671      | 34,13        | 129 019     | 42,51       |        |
| Blancs et nuls                                 | Blancs et nuls                                | 7 770        | 7,49         | 8 808       | 6,83        |        |
| Exprimés                                       | Exprimés                                      | 95 901       | 92,51        | 120 211     | 93,17       |        |
| Source : Ministère de l'Intérieur - Guadeloupe |                                               |              |              |             |             |        |

### Résultats par circonscription

#### Première circonscription (Pointe-à-Pitre)
| Candidat       | Candidat                  | Parti           | Premier tour | Premier tour | Second tour | Second tour |  |
| Candidat       | Candidat                  | Parti           | Voix         | %            | Voix        | %           |  |
| -------------- | ------------------------- | --------------- | ------------ | ------------ | ----------- | ----------- |  |
|                | Éric Jalton sortant réélu | app. PS (FRAPP) | 7 858        | 42,34        | 14 453      | 62,71       |  |
|                | Josette Jerpan            | OG              | 4 147        | 22,34        | 8 596       | 37,29       |  |
|                | Dominique Théophile       | GUSR            | 2 092        | 11,27        |             |             |  |
|                | Octavie Losio             | Divers gauche   | 1 327        | 7,15         |             |             |  |
|                | Simon Ibo                 | Extrême droite  | 1 231        | 6,63         |             |             |  |
|                | Youri Cohen               | UMP             | 624          | 3,36         |             |             |  |
|                | Jacques Monpierre         | UDF–MoDem       | 403          | 2,17         |             |             |  |
|                | Judes Griffard            | Les Verts       | 402          | 2,17         |             |             |  |
|                | Danielle Diakok           | CO              | 296          | 1,59         |             |             |  |
|                | Patrick Mary              | Divers droite   | 101          | 0,54         |             |             |  |
|                | Suzanne Charetiers-Sioufi | NC              | 80           | 0,43         |             |             |  |
|                |                           |                 |              |              |             |             |  |
| Inscrits       | Inscrits                  | Inscrits        | 62 700       | 100,00       | 62 429      | 100,00      |  |
| Abstentions    | Abstentions               | Abstentions     | 42 172       | 67,26        | 37 108      | 59,44       |  |
| Votants        | Votants                   | Votants         | 20 528       | 32,74        | 25 321      | 40,56       |  |
| Blancs et nuls | Blancs et nuls            | Blancs et nuls  | 1 967        | 9,58         | 2 272       | 8,97        |  |
| Exprimés       | Exprimés                  | Exprimés        | 18 561       | 90,42        | 23 049      | 91,03       |  |

#### Deuxième circonscription (Le Gosier)
| Candidat       | Candidat                                | Parti          | Premier tour | Premier tour | Second tour | Second tour |  |
| Candidat       | Candidat                                | Parti          | Voix         | %            | Voix        | %           |  |
| -------------- | --------------------------------------- | -------------- | ------------ | ------------ | ----------- | ----------- |  |
|                | Gabrielle Louis-Carabin sortante réélue | UMP            | 10 492       | 35,88        | 19 736      | 54,87       |  |
|                | Ernest Moutoussamy                      | PPDG           | 9 790        | 33,48        | 16 234      | 45,13       |  |
|                | Blaise Aldo                             | OG             | 4 946        | 16,92        |             |             |  |
|                | Harry Durimel                           | Les Verts      | 2 597        | 8,88         |             |             |  |
|                | Cécile Gandel                           | Divers gauche  | 747          | 1,16         |             |             |  |
|                | Frantz Acramel                          | UDF–MoDem      | 339          | 1,16         |             |             |  |
|                | Claude Fletcher                         | CO             | 237          | 0,81         |             |             |  |
|                | Léopold-Édouard Deher-Lesaint           | Divers gauche  | 90           | 0,31         |             |             |  |
|                | Guy Arron                               | Divers         | 0            | 0            |             |             |  |
|                |                                         |                |              |              |             |             |  |
| Inscrits       | Inscrits                                | Inscrits       | 88 472       | 100,00       | 88 463      | 100,00      |  |
| Abstentions    | Abstentions                             | Abstentions    | 57 448       | 64,93        | 50 316      | 56,88       |  |
| Votants        | Votants                                 | Votants        | 31 024       | 35,07        | 38 147      | 43,12       |  |
| Blancs et nuls | Blancs et nuls                          | Blancs et nuls | 1 786        | 5,76         | 2 177       | 5,71        |  |
| Exprimés       | Exprimés                                | Exprimés       | 29 238       | 94,24        | 35 970      | 94,29       |  |

#### Troisième circonscription (Baie-Mahault)
| Candidat       | Candidat                | Parti          | Premier tour | Premier tour | Second tour | Second tour |  |
| Candidat       | Candidat                | Parti          | Voix         | %            | Voix        | %           |  |
| -------------- | ----------------------- | -------------- | ------------ | ------------ | ----------- | ----------- |  |
|                | Joël Beaugendre sortant | UMP            | 6 947        | 27,15        | 13 022      | 41,89       |  |
|                | Jeanny Marc élu         | GUSR           | 4 863        | 19,01        | 18 061      | 58,11       |  |
|                | Félix Desplan           | PS             | 3 895        | 15,22        |             |             |  |
|                | José Toribio            | Divers gauche  | 2 574        | 10,06        |             |             |  |
|                | Reinette Juliard        | Divers droite  | 2 295        | 8,97         |             |             |  |
|                | Alain Lacavé            | Divers gauche  | 1 550        | 6,06         |             |             |  |
|                | Félix-Alain Flemin      | PCG            | 707          | 2,76         |             |             |  |
|                | Edmond Theodore         | Divers gauche  | 681          | 2,66         |             |             |  |
|                | Christian Bevis         | Les Verts      | 582          | 2,27         |             |             |  |
|                | Isbert Calvados         | UDF–MoDem      | 550          | 2,15         |             |             |  |
|                | Jean-Marie Nomertin     | LO             | 447          | 1,75         |             |             |  |
|                | Paul-Éric Confiac       | Divers gauche  | 220          | 0,86         |             |             |  |
|                | Ferdinand Quillin       | Extrême droite | 118          | 0,46         |             |             |  |
|                | Louis-Félix Vado        | Divers droite  | 118          | 0,46         |             |             |  |
|                | Jean-Paul Charlottine   | Divers droite  | 41           | 0,16         |             |             |  |
|                |                         |                |              |              |             |             |  |
| Inscrits       | Inscrits                | Inscrits       | 81 866       | 100,00       | 81 899      | 100,00      |  |
| Abstentions    | Abstentions             | Abstentions    | 54 001       | 65,96        | 48 321      | 59          |  |
| Votants        | Votants                 | Votants        | 27 865       | 34,04        | 33 578      | 41          |  |
| Blancs et nuls | Blancs et nuls          | Blancs et nuls | 2 277        | 8,17         | 2 495       | 7,43        |  |
| Exprimés       | Exprimés                | Exprimés       | 25 588       | 91,83        | 31 083      | 92,57       |  |

#### Quatrième circonscription (Basse-Terre)
| Candidat       | Candidat                     | Parti          | Premier tour | Premier tour | Second tour | Second tour |  |
| Candidat       | Candidat                     | Parti          | Voix         | %            | Voix        | %           |  |
| -------------- | ---------------------------- | -------------- | ------------ | ------------ | ----------- | ----------- |  |
|                | Victorin Lurel sortant réélu | PS             | 10 994       | 48,83        | 15 830      | 52,58       |  |
|                | Albert Dorville              | Divers droite  | 8 734        | 38,79        | 14 279      | 47,42       |  |
|                | Henri Yoyotte                | Divers gauche  | 977          | 4,34         |             |             |  |
|                | Benoît Chauvin               | UDF–MoDem      | 641          | 2,85         |             |             |  |
|                | Nice Cotellon-Cambronne      | Les Verts      | 545          | 2,42         |             |             |  |
|                | Paul Mathieu                 | Divers droite  | 167          | 0,74         |             |             |  |
|                | Christian Zozio              | Divers gauche  | 144          | 0,64         |             |             |  |
|                | Philippe Anais               | CO             | 128          | 0,57         |             |             |  |
|                | Danièle Muelle               | NC             | 116          | 0,52         |             |             |  |
|                | Louis Molinié                | Divers droite  | 62           | 0,28         |             |             |  |
|                | Jacqueline Liric             | Divers droite  | 6            | 0,03         |             |             |  |
|                |                              |                |              |              |             |             |  |
| Inscrits       | Inscrits                     | Inscrits       | 70 707       | 100,00       | 70 704      | 100,00      |  |
| Abstentions    | Abstentions                  | Abstentions    | 46 453       | 65,7         | 38 731      | 54,78       |  |
| Votants        | Votants                      | Votants        | 24 254       | 34,3         | 31 973      | 45,22       |  |
| Blancs et nuls | Blancs et nuls               | Blancs et nuls | 1 740        | 7,17         | 1 864       | 5,83        |  |
| Exprimés       | Exprimés                     | Exprimés       | 22 514       | 92,83        | 30 109      | 94,17       |  |